# プリント電子回路
プリント電子回路(英： printed electronic circuit (PEC))はハイブリッドICの原型である。PECは1940年代から1970年代の真空管機器にてよく使用されていた。

## ブランド
CouplateはCentralabの商標で、SpragueはBulPlatesと呼ばれていた。 AerovoxはPECによって用いられていた。

## ハイブリッドICとの違い
PECは抵抗器とコンデンサのみで構成された回路であり、真空管機器の構造を単純化していた。各々のPECは定格電圧が各々の真空管に適した値に合わせて使用された。ハイブリッドICはトランジスタやICも構成部品となっている。各々のハイブリッドICの定格電圧はトランジスタに合わせた値となっている。